# Retiro (Buenos Aires)

Lage von Retiro in Buenos Aires

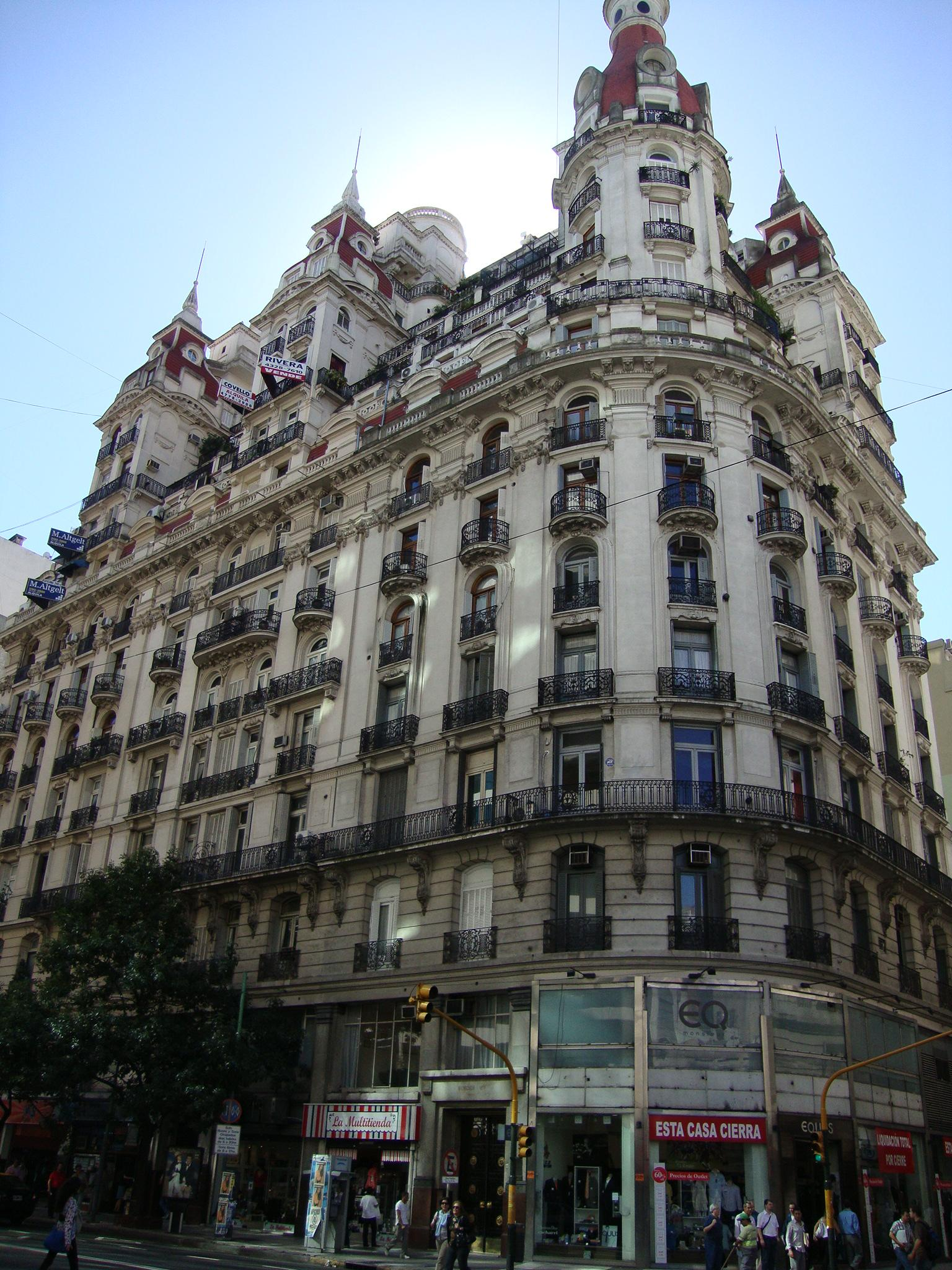
Das Edificio Bencich an der Calle Esmeralda

Retiro ist ein Stadtteil im Nordosten von Buenos Aires. Er hat 45.002 Einwohner (Stand von 2001) auf einer Fläche von 2,9 km². Die Bevölkerungsdichte entspricht somit 15.518 Einwohnern pro km².

## Charakter
Retiro ist bekannt für seine wohlhabenden Bewohner, die Einkaufszonen Avenida Santa Fe, Calle Florida, Patio Bullrich und das östliche Ende der Avenida Alvear, die Plaza General San Martín und als Verkehrsknotenpunkt: Im Stadtteil liegen die drei Bahnhöfe der Streckennetze Mitre, Belgrano Norte und San Martín für Züge in Richtung Norden und Westen und der Hauptbusbahnhof nebeneinander, dazu der Bahnhof Retiro der U-Bahn und Haltestellen diverser lokaler Busunternehmen. Das Aufkommen von Pendlern ist an Arbeitstagen entsprechend hoch.
Die Haupttransportachse Retiros ist die Avenida del Libertador, die den Namen in Avenida Leandro N. Alem wechselt, nachdem sie am Busbahnhof Retiro vorbeiführt. Im Osten der Straße steht das Geschäftsviertel Catalinas Norte und das nördliche Ende des Viertels Puerto Madero, wo die alten Lagerhäuser des Hafens zu Loftwohnungen und Vergnügungslokalen umfunktioniert wurden. Des Weiteren befinden sich im Viereck zwischen Plaza General San Martín, Avenida 9 de Julio, Avenida del Libertador und Avenida Santa Fe zahlreiche Kunstgalerien aller Stilrichtungen sowie das British Arts Centre (BAC).
Retiro ist zusammen mit Recoleta und Teilen von Palermo und Belgrano heute ein beliebter Wohnort für ausländische Führungskräfte. Aber auch früher war das Viertel bei der Oberschicht von Buenos Aires populär, die sich rund um die Plaza San Martín prachtvolle Häuser bauen ließ: Bis heute erhalten sind der Palacio San Martín und der Palacio Paz. Hinter dem Busbahnhof von Retiro liegt jedoch auch das größte Elendsviertel der Stadt, die Villa 31.

## Geschichte
Am 8. November 1958 ereignete sich bei Retiro ein schwerer Eisenbahnunfall: Ein Vorortzug nach Tigre hatte wegen einer Signalstörung gehalten. Auf ihn fuhr ein zweiter Zug auf, der nach Pergamino unterwegs war. 22 Menschen starben, 100 wurden darüber hinaus verletzt.
Die israelische Botschaft in der Arroyo-Straße wurde am 17. März 1992 Opfer eines Bombenanschlags mit 29 Toten und 242 Verletzten. Neben dem Museo Fernández Blanco befindet sich eine kleine Grünanlage, der ehemalige Standort der Botschaft, deren Gebäudeumrisse noch an einer Häuserwand zu erkennen sind.

## Denkmäler
Die Ebenen von Retiro waren früher der Trainingsplatz für die José de San Martíns Granaderos-Einheit. Auf der Plaza General San Martín steht deshalb heute ein Reiterstandbild des Unabhängigkeitshelden sowie ein Denkmal für die Toten des Falklandkrieges 1982.
Auf der anderen Seite des Bahnhofes Retiro liegt ein Park, in dem der Torre Monumental steht, ein Geschenk Großbritanniens mit dem Wappen des Vereinigten Königreichs am Sockel. Vor dem Falklandkrieg im Jahr 1982, hieß der Turm Torre de los Ingleses (Turm der Engländer), bevor er offiziell umbenannt wurde. Dieses Objekt war und ist heute noch ein beliebtes Ziel von Vandalismus wegen des Konflikts mit den Briten.